# Букет
Вижте пояснителната страница за други значения на Букет.
Букетът е съвкупност, китка от събрани цветя.
Цветни букети могат да бъдат подредени за декора на домове или обществени сгради, или могат да стоят в ръка. Букетите, държани в сноп, в ръка, се класифицират по няколко различни популярни форми и стилове, включително букети от nosegay (малък цветен букет, който обикновено се подарява), полумесец и каскадни букети. Цветни букети често се дават за специални поводи като рождени дни, годишнини или погребения. Те се използват широко и на сватби. Букети, подредени във вази или плантатори за декорация на дома, могат да бъдат подредени в традиционни или модерни стилове. Според културата може да се добави символика към използваните видове цветя.

## История
Подреждането на цветя за декорация на дома или сградата има дълга история по целия свят. Най-старите доказателства за официално подреждане на букети във вази идват от древен Египет, а изображенията на цветни композиции датират от Старото царство (~ 2500 г. пр. н.е.). Свещеният лотос често се използва, както и билки, палми, ириси, анемони и нарциси.

## Символика
Цветната символика произхожда от Азия и Близкия изток, където определени цветя, като лотоса, се считат за свещени или поне за свързани с духовни теми. Това често се отразява в произведения на изкуството, например използването на бамбук в китайското изкуство, за да представи дълголетието и вечността. „Езикът на цветята“ е въведен в Англия в началото на 18 век от Мери Уортли, лейди Монтег, чийто съпруг е посланик в Турция. До викторианската ера почти всяко цвете е имало определено значение. Малките букети nosegay или tussie mussie могат да включват цветя от лайка, които жената може да изпрати като знак за романтичен интерес, за да му каже „Търпение“;
- лайка в букет, изпраща жена като знак за романтичен интерес, за да му каже „Търпение“;
- златникът (Goldenrod) символизира нерешителност.[4]
- бръшлян – символ на приятелство
- глухарче – щастие, преданост
- жълъд – безсмъртие
- здравец – здраве
- зюмбюл – скромност
- кактус – издръжливост
- люляк – царственост
- мак – забрава
- маргаритка – вечна обич
- минзухар – радост
- момина сълза – невинност
- мушкато – глупост
- мъх – майчина любов
- невен – печал
- папрат – магия, вяра
- слънчоглед – уважение
- теменужка – скромност
- чемшир – като послание „не ме забравяй“
- ябълков цвят – добро пожелание

## Други
На букета са наречени улица „Букет“ в кварталите „Овча купел“ и „Карпузица“ (Карта) и улица „Китка“ в квартал „Симеоново“ (Карта) в София.